# Jean-Joseph De Cloet
Jean-Joseph De Cloet, né à Bruges le 4 mai 1790 et mort à Freÿr le 21 février 1855, est un écrivain, botaniste et enseignant belge.

## Biographie
Jean De Cloet est né à Bruges.
Séminariste à Gand, il est incorporé dans les armées de Napoléon, où il sert dans un régiment d'artillerie. Il participe notamment au siège de Wesel.
Après la chute de Napoléon, il retourne au séminaire, puis devient professeur au collège Saint-Joseph d'Alost.
Après avoir renoncé à l'état ecclésiastique, il devint précepteur du fils du duc de Beaufort, et visite l'Europe en compagnie de son élève. À la mort de ce dernier, le duc de Beaufort fait de Jean De Cloet l'administrateur de son domaine de Freÿr.
Sous le royaume uni des Pays-Bas, il a contribué à des journaux qui critiquaient le gouvernement néerlandais : Le Spectateur Belge (nl), L'Ami du Roi et de la Patrie et Le Cultivateur.
Il est surtout connu pour son ouvrage Voyage pittoresque dans le royaume des Pays-Bas, en deux volumes, illustré de gravures d'après Madou.
Il meurt au domaine de Freÿr le 21 février 1855.

## Publications
- Tableau général ou analyse succincte de la rhétorique, 1819.
- Essai sur les langues françaises et hollandaises, 1820 & 1842.
- Histoire du soulèvement des Pays-Bas contre la domination espagnole, par Frédéric Schiller, 1821.
- Géographie historique, physique et statistique du royaume des Pays-Bas et de ses colonies,
- Essai comparatif sur l'arrangement des mots dans les langues française et hollandaise (...), 1823.
- Manuel de l'administrateur, du manufacturier et du négociant, ou tableau statistique de l'industrie des Pays-Bas, 1823.
- Voyage pittoresque dans le royaume des Pays-Bas, 1825.
- Itinéraire de Bruxelles à Vienne, 1829.
- Relation d'un voyage de Bruxelles à Vienne, Prague et Carlsbad, fait en 1828, 1829.
- Album pittoresque, faisant suite au Voyage pittoresque dans le royaume des Pays-Bas, Bruxelles, 1830.
- Profession de foi politique dédiée à ma patrie, 1834.
- Le fruit de mes loisirs. Vers écrits en Autriche en 1834, 1835.